# Apple Productivity Experience Group
Apple Productivity Experience Group（APEX、エーペックス） は、米国マイクロソフトの一部門で、AppleのmacOS、iOS向けのソフトウェアを開発・提供している。旧称はMacintosh Business Unit（マッキントッシュ ビジネス ユニット）（Mac BU、マック ビーユー）であった。
ワシントン州・シアトルの同社本部およびアップル本社があるカリフォルニア州にオフィスを持つ。日本法人を含めて数百人のスタッフがおり、Macintosh向けソフトウェアデベロッパーとしては最大の規模。
Office 2011 for Macをリリースした後に改組され、iOS版とMac版の開発は、The Office Apple Productivity Experiences team (Apex) へと移行している。

## macOS向け製品の一覧
- Microsoft Excel
- Microsoft Word
- Microsoft PowerPoint
- Microsoft Outlook
- Microsoft OneNote
- OneDrive
- Internet Explorer for Mac（レンダリングエンジン：Tasman、2003年に開発終了）
  - Microsoft Edge for macOS　（レンダリングエンジン：Blink、Chromiumベース、2019年10月現在開発中[4]）– The Microsoft Edge Team

- Microsoft Messenger for Mac（開発終了）
  - 2013年以降、Skype for macOSへ統合された

- リモートデスクトップクライアント
- HALO等のMac向けゲームソフトウェア
- マウス・キーボード等の同社製ハードウェア販売及びMac向けデバイスドライバの開発

なお、Windows Media Player for MacはMac BUの開発ではない。

## iOS向け製品の一覧
- Microsoft Excel
- Microsoft Word
- Microsoft PowerPoint
- Microsoft Outlook
- Microsoft OneNote
- OneDrive[5]

## Microsoft Office

### 概要
1997年にマイクロソフトとアップルとの間で取り交わされた契約に基づき開発が再開されたもので、5年間の契約期限であったが、現在においても新製品の開発・発売が継続されている。開発を担当するMac BUは、「Mac first, Mac only.」をコンセプトにWindows版と競合する形で機能強化に取り組んでいく姿勢を示している。実際、Mac版で最初に搭載された機能が後のWindows版で採用されることもある。また最初のバージョンのMicrosoft ExcelはMacintoshバージョンであったという歴史もある。
2003年にアップルはPowerPointと競合するKeynoteを販売開始し、2007年にExcel、Wordのファイル形式と互換性のあるNumbers, Keynote, Pagesを発売しており、Microsoft Officeファイルの直接編集機能のあるGoogle Apps等もある為、MacintoshでMicrosoft Officeのファイルを扱うにはMicrosoft Officeがなければならないという状況ではなくなっている。

### ラインナップ
Office Home & Student 2019 for Mac
Excel · PowerPoint · Word
家庭内および学生ユーザの利用に限られる。
Office Home and Business 2019 for Mac
Excel · Outlook · PowerPoint · Word

### Macintosh 版の主要バージョン
Office 1.0 (Word、Excel、PowerPoint）
89年6月発表。英語版のみ。
Excel 2.2Jは1989年に、Excel 4.0Jは1992年にリリースされた。
Office 4.2（Excel 5.0、Word 6.0、PowerPoint 4.0、Mail 3.1）
最初の日本語版Macintosh用Microsoft Office(US版は以前から存在する)。68k Macでの最後のバージョンでもある。
Office 98（Word/Excel/PowerPoint 98）
Mac用ソフトとしてルック&フィールが改良された。バージョンが98に統一され、無償配布もされていたIE4.0とOE4.0が同梱された。
Office 2001（Word/Excel/PowerPoint/Entourage 2001）
2000年リリース。旧Mac OS（Mac OS 9.xまで）対応の最後のバージョン（次期バージョンであるv.Xの発売後もしばらく併売された）。Outlook に位置するEntourageが搭載された（ただし、Exchange クライアントとして機能しないため、Outlook 2001 for Mac が別に単体でダウンロード提供された）。ＭＳ ゴシックとＭＳ 明朝がバンドルされるようになった。
AppleWorks6ユーザー向けにMicrosoft Office 2001 for Mac Personal 優待アップグレード版（Word、Excel、Entourage）を販売した（2001年9月から12月にかけての期間限定）。
Office v.X（Word/Excel/PowerPoint/Entourage v.X）
2001年リリース。Mac OS X用 Office の最初のバージョン（Mac OS X v10.1向け）。
後に Entourage が Exchange クライアントとしても利用できるようになった（その時点ではMac版Outlookは一旦開発終了）。
Office 2004（Word/Excel/PowerPoint/Entourage 2004）
Windows版との互換性を高めつつ、「Macファースト・Macオンリー」を開発コンセプトに独自の機能追加などが行われた製品。ＭＳ ＰゴシックとＭＳ Ｐ明朝がバンドルされるようになった。
Professional EditionにはVirtual PCが添付された。
Office 2008（Word/Excel/PowerPoint/Entourage 2008）
Windows版のOffice System 2007 Editionsに相当するバージョンで、OfficeArt 2.0というOffice 2007と同じグラフィックエンジンの搭載による表現力の強化や、ユーザーインターフェースの改善が図られたが、リボンは採用せずツールバーを無くす等Mac OS XのUIとの親和性が高められた。ファイルフォーマットもOffice2007と同じMicrosoft Office Open XMLが採用され、メイリオがバンドルされるようになった（従来のバンドルフォントもJIS2004に対応）。また、Intel Mac対応となりPowerPC搭載Macに対応する最後のバージョンとなった。
また、Entourageと連携するアプリMy Dayが付属する。
Office 2011（Word/Excel/PowerPoint/Outlook 2011）
リボンインターフェイスが採用され、Office 2008で省かれたVBA（Visual Basic for Applications）が復活、従来のEntourageは廃止されてWindows版と同じ名称のOutlookが新たにCocoaで開発された。
Office 2016 for Mac
他のプラットフォームとほとんど同様のインターフェイス採用で刷新された。